# 京都府歯科医師会
一般社団法人京都府歯科医師会（きょうとふしかいしかい 英称 Kyoto Dental Association）は、京都府の歯科医師を会員とする法人。

## 本部所在地
- 〒604-8415 京都府京都市中京区西ノ京栂尾町3-8

## 郡市歯科医師会
- 北歯科医師会
- 上京歯科医師会
- 中京歯科医師会
- 下京歯科医師会
- 南歯科医師会
- 左京歯科医師会
- 東山歯科医師会
- 山科歯科医師会
- 右京歯科医師会
- 西京歯科医師会
- 伏見歯科医師会
- 乙訓歯科医師会
- 宇治久世歯科医師会
- 山城歯科医師会
- 口丹波歯科医師会
- 丹波歯科医師会
- 舞鶴歯科医師会
- 丹後歯科医師会